# Matthias Steinert
Matthias Steinert (* 9. September 1964 in Schmölln / Thüringen) ist ein deutscher Chirurg, Forscher und Hochschullehrer.

## Leben und Wirken
Steinert studierte von 1986 bis 1992 an der Universität Leipzig Humanmedizin. Im Jahr 1998 schloss er die Facharztausbildung für Chirurgie nach altem Weiterbildungskatalog ab. Es folgten die Anerkennung des Schwerpunktes Thoraxchirurgie 2001 und Facharzt für Viszeralchirurgie 2002 durch die Landesärztekammer Sachsen. Neben der klinischen Ausbildung wurde er 1993 auf dem Gebiet der Rechtsmedizin promoviert. 2002 habilitierte er sich an der Universität Leipzig.
Sein wissenschaftlicher Schwerpunkt lag in der Detektierung von Adhaesionsmolekülen in verschiedenen malignen Tumoren, Schwerpunkt Lunge.
Ein weiterer Weg seiner Tätigkeit führte ihn an die Universität Freiburg im Breisgau. Über weitere Stationen kam er an die Universitätsklinik Jena, wo er neben der klinischen Tätigkeit in Lehre und studentischer Ausbildung im Fachgebiet der Thoraxchirurgie tätig war.
Im Jahr 2020 folgte er dem Ruf der Universität Leipzig und nahm die Berufung zur Professur im chirurgischen Teilgebiet Thorax und Lungentransplantation an. Seitdem ist er im Rahmen des Universitätsklinikums Leipzig sowohl für die Entwicklung der Thoraxchirurgie, als auch die Lungentransplantation in Personalunion mit weiteren Kollegen verantwortlich. Eine weitere Qualifizierung war der Erhalt der Zusatzbezeichnung Transplantationsmedizin von der Landesärztekammer Sachen 2024.
Seit 2010 arbeitet er routinemäßig als Fachexperte für onkologische Zentren und Lungenkrebszentren für die Deutsche Krebsgesellschaft, um den nationalen Krebsplan der Bundesrepublik Deutschland sowie für Europa umzusetzen.

## Wissenschaftliche Schwerpunkte
Steinert beschäftigt sich insbesondere mit der onkologischen Thoraxchirurgie und der Implementierung der minimalinvasiven Chirurgie als sogenannte videoassistierte Thoraxchirurgie und die Umsetzung robotischer Systeme als RATS (Robotische Assistierte Thoraxchirurgie) in den klinischen Alltag.
Nach wie vor forscht er zu Adhaesionsmolekülen. Darüber hinaus auch zur Umsetzung neuer Strategien zur Detektierung des Pneumothorax und die Schaffung epidemiologischer Daten des Lungenkarzinoms.

## Mitgliedschaften
- Deutsche Gesellschaft für Chirurgie
- Deutsche Gesellschaft für Thoraxchirurgie
- Deutsche Krebsgesellschaft